# Médaille de vétéran des forces armées de la république d'Azerbaïdjan
La médaille de vétéran des forces armées est la récompense de l'État de la république d'Azerbaïdjan.

## Histoire
Le prix a été créé par le président de la république d'Azerbaïdjan, le 17 mai 2002.

## Description
La médaille de vétéran des forces armées de la république d'Azerbaïdjan se compose d'une plaque ronde argentée d'un diamètre de 35 mm, coulée en laiton, ainsi que d'une plaque étroite avec un ornement national. Au milieu de la médaille se trouve un emblème en relief des forces armées.
La médaille de vétéran des forces armées de la république d'Azerbaïdjan est portée sur le côté gauche de la poitrine et après la médaille pour les services dans le domaine de la coopération militaire.